# Томаков, Пётр Иванович
Томаков, Пётр Иванович (3 марта 1930, с. Коробкино Дмитриевского района Курской области — 20 декабря 2006, Москва) — советский и российский учёный-горняк, специалист в области оптимизации затрат при добыче полезных ископаемых открытым способом. Доктор технических наук, профессор Московского горного института. Заслуженный деятель науки и техники РСФСР.

## Биография
Томаков, Пётр Иванович родился 3 марта 1930 года в с. Коробкино Дмитриевского района Курской области. Окончил Московский горный институт (ныне - один из институтов НИТУ "МИСиС") в 1956 г. по специальности «Открытая разработка угольных, рудных и нерудных месторождений», получил квалификацию горного инженера.
После окончания аспирантуры в Московском горном (1963 г.) и защиты кандидатской диссертации на тему «Исследование транспортной системы разработки открытым способом свит крутых угольных пластов Кузбасса с размещением вскрыши в выработанном пространстве» работал в г. Прокопьевске на разрезе № 8 треста «Прокопьевскуголь» и в КузНИУИ. Докторскую диссертацию на тему «Исследование формирования структур комплексной механизации карьеров с техникой цикличного действия» защитил в МГИ в 1971 г. 
Профессор кафедры открытых горных работ Московского горного института с 1973 г. С 1987 по 1997 г. руководил этой кафедрой, сменив на этой должности академика В.В. Ржевского, также руководил лабораторией по теоретическим разработкам открытой добычи угля. С 1992 по 2006 г. возглавлял научную школу в области открытых горных работ МГГУ.

## Научная и педагогическая деятельность
Научные исследования проф. П.И. Томакова были направлены на снижение затрат при добыче полезных ископаемых открытым способом с размещением вскрыши в выработанном пространстве, интенсификацию использования оборудования на карьерах, экологию горного производства, рациональное недропользование.
Многие научные разработки П.И. Томакова делались под конкретные проблемы отрасли. Так, им вместе со своими аспирантами, научными сотрудниками МГИ и Кузнецкого филиала НИИ-ОГР были разработаны и внедрены технологические схемы снижения потерь при выемке маломощных и сложных угольных пластов Кузбасса. Для карьеров Кузбасса предложены и совместно с аспирантами, работниками производства, сотрудниками НИИ (И.И. Дергачев, В.И. Барабанов, А.С. Ненашев, B.C. Коваленко) разработаны технология и организация горных работ с размещением пород вскрыши в выработанное пространство при отработке крутых и наклонных угольных пластов. 
Для Нерюнгринского угольного разреза совместно с аспирантами и научными сотрудниками предложены технологические схемы разработки вскрышных уступов широкими панелями (А.А. Дерябин), отработка нижних горизонтов с использованием транспортных перемычек (В.П. Макшеев).
Для разрезов Экибастуза П.И. Томаков совместно со своими аспирантами разработал технологию отработки Экибастузской мульды с поточным движением локомотивосоставов (М.И. Варийчук), дал основы интенсификации использования мощного оборудования (А.П. Терещенко), предложил тоннельное вскрытие глубоких горизонтов (P.M. Каримов).
Для разрезов КАТЭКа совместно с B.C. Коваленко, Л.Г. Алейниковой им были предложены технологические схемы формирования внутренних отвалов, способствующих рациональному использованию земельных ресурсов. Для многосвитовых разрезов Приморья обоснован порядок их разработки с применением в перспективе внутренних отвалов (В.В. Манкевич, И.В. Зеньков).
Автор более 150 трудов по актуальным вопросам горного производства и горного образования. Подготовил 35 кандидатов технических наук и трех докторов наук.

## Признание
Удостоен восьми правительственных и ведомственных наград, в том числе награждён орденом «Знак Почёта», знаком «Шахтерская слава» трех степеней, являлся заслуженным деятелем науки и техники РСФСР.